# Stefan Rupp

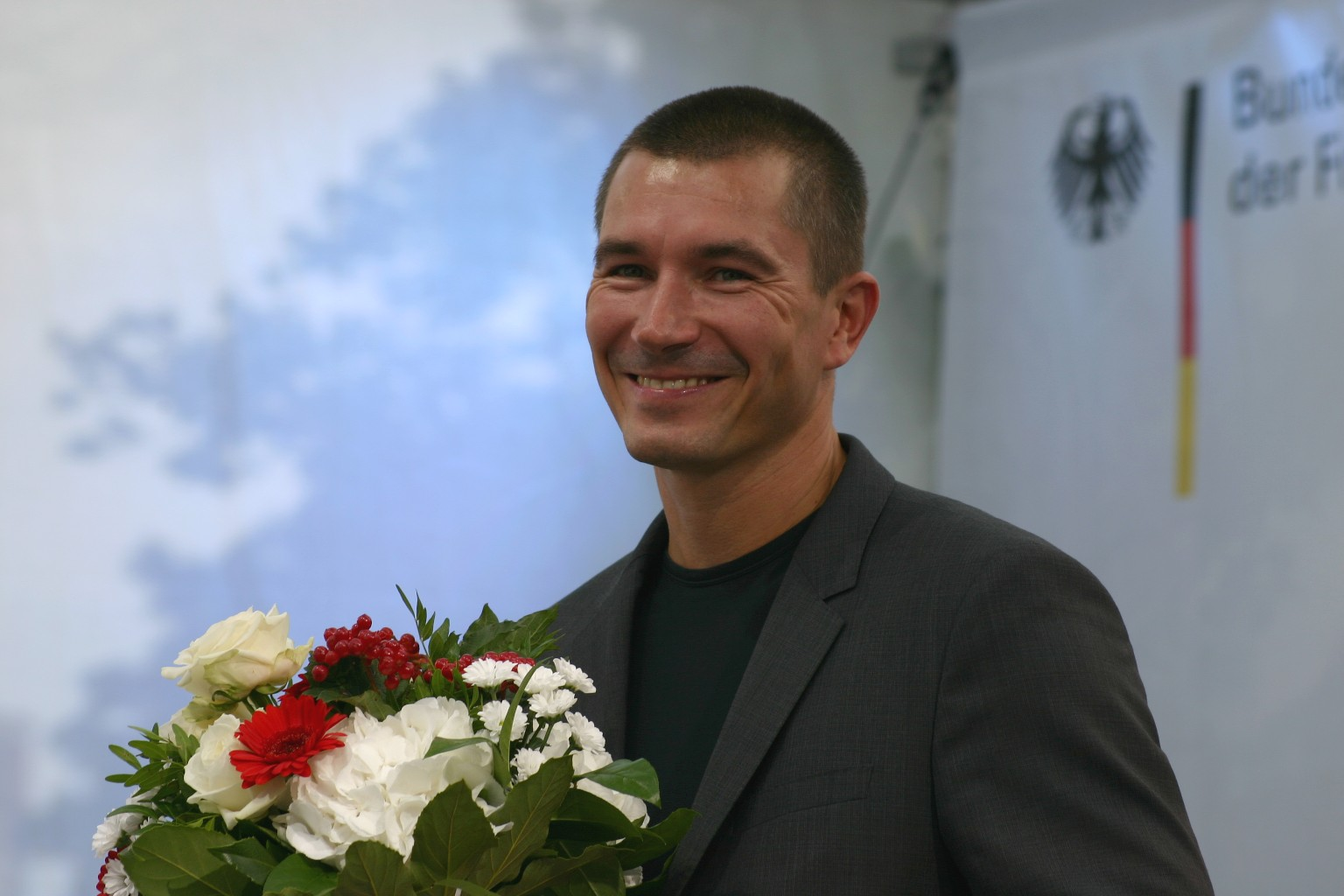
Stefan Rupp bei einer Moderation im Hof des Bundesfinanzministeriums, 2012

Stefan Rupp (* 6. Mai 1968 in Düsseldorf) ist ein deutscher Hörfunk-, Podcast- und Veranstaltungsmoderator und Journalist.

## Leben
Nach seiner Kindheit und Jugend in Düsseldorf zog Stefan Rupp 1989 nach Berlin, wo er Germanistik und Politikwissenschaft studierte. Später war er Mitbegründer, Moderator und Pressesprecher beim Berliner Radiosender 98.8 Kiss FM. 1995 gründete er gemeinsam mit Christoph Azone, Mitri Sirin und Ingo Wohlfeil die Spaß-Rap-Band Nepper Schlepper schlechte Rapper.
Nach einem Zwischenspiel als Chefmoderator bei Radio Energy wechselte er 2000 zum Rundfunk Berlin Brandenburg. Dort moderierte er unter anderem zusammen mit Christoph Azone auf Radio Eins die Morgensendung Der schöne Morgen, die 2010 mit dem ersten Deutschen Radiopreis ausgezeichnet wurde. Er hatte schon seit ab 1993 zusammen mit Azone moderiert, damals beim Sender Kiss FM. 2019 schied Rupp bei Radio Eins aus. Er arbeitet seither als Podcaster für Gabor Steingarts Firma Media Pioneer. Seit 2024 ist er dort Teil der Chefredaktion.
Zudem moderierte Stefan Rupp unter anderem bei Podiumsdiskussionen, Fachkonferenzen und die Gala-Premieren der Wettbewerbsfilme der Berlinale von 2010 bis 2013.

## Auszeichnungen
- 1995: VIVA-Comet
- 2010: Deutscher Radiopreis
- 2023: Deutscher Podcast-Preis